# Michal Václavík (fotbalista)
Michal Václavík (* 3. dubna 1976 Karviná) je bývalý český fotbalový brankář.
Do ligového fotbalu nakoukl v dresu FC Karviná, odkud v létě 1997 přestoupil do Slavie Praha. Ve Slavii převážně plnil roli náhradníka, hostoval v týmech Viktoria Žižkov, Marila Příbram a Bohemians Praha. Poté odešel do 1. FC Brno a odtud do polské ligy. Od léta 2010 působil v klubu FC Hlučín.